# Mary Potter
Madre Mary Potter (22 de novembro de 1847 – 9 de abril de 1913) fundou as irmãs da Pequena Companhia de Maria em 1877. Em 8 de fevereiro de 1988, o Papa João Paulo II a proclamou Venerável.

## Vida anterior

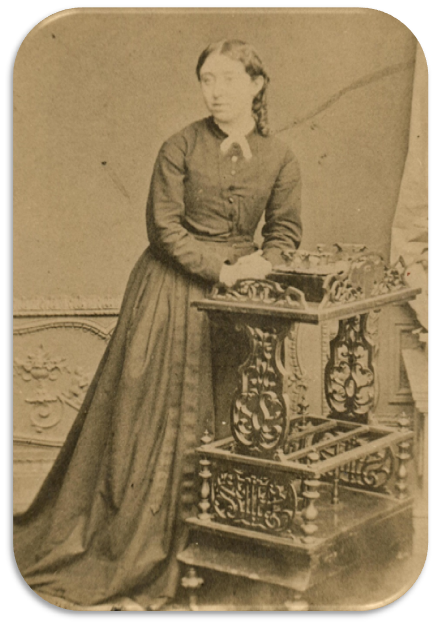
Foto do noivado de Mary Potter

Mary Potter nasceu em uma casa alugada em 23 Old Jamaica Road em Bermondsey, sul de Londres. Ela era a quinta criança, e a única menina, nascida de William e Mary Anne (Martin) Potter. Um de seus irmãos era o mestre de xadrez William Norwood Potter. Mary Potter tinha uma doença cardíaca e pulmonar congênita que a deixou com a saúde frágil e com uma tosse permanente pelo resto de sua vida. Seu pai deixou a casa da família em 1848, foi para a Austrália e nunca mais voltou, deixando sua esposa para criar os filhos sozinha.
Quando Potter tinha 19 anos, ela foi apresentada ao amigo de seu irmão, Godfrey King e ficou noiva. King, que havia tentado uma vocação como monge trapista, deu livros piedosos a Potter. Após cerca de quatro meses, ela escreveu a Godfrey para encerrar o noivado, depois que o bispo de Southwark, Thomas Grant, sugeriu que ela buscasse seu chamado como irmã religiosa. Por causa de sua saúde delicada, sua mãe sugeriu que Brighton seria um lugar saudável para ela ir.

## Irmandade
Potter resolveu ir para Brighton de trem com sua mãe e seu irmão, e investigar a vida como religiosa. Eles chegaram em 7 de dezembro de 1868 e conheceram as irmãs. Após alguma discussão foi sugerido a Potter que no dia seguinte, a Festa da Imaculada Conceição, seria um bom dia para recebê-la como postulante. Essa foi uma decisão precipitada e Potter estava mal preparado para entrar na vida religiosa tão de repente. No entanto, ela decidiu ficar, recebendo o nome de Irmã Mary Angela. Ficou evidente que a vida no convento era muito exigente fisicamente para Potter e ela foi aconselhada a sair depois de dezoito meses. Seu diretor espiritual, padre Lambert, S.J., estava convencido de que ela deveria entrar em uma ordem contemplativa que combinasse adoração eucarística e atividade apostólica, em vez de uma ordem estritamente contemplativa como os carmelitas. Ela deixou as Irmãs da Misericórdia em 23 de junho de 1870.
À medida que ela se tornava mais forte, a vida de oração de Potter se tornava mais intensa. Depois de um período de oração e reflexão, começou a pensar na possibilidade de fundar um grupo de religiosas dedicadas à assistência espiritual e, sempre que possível, física aos doentes e moribundos. Em 1872, ela ficou cada vez mais convencida de que era para isso que ela foi chamada.

## Pequena Companhia de Maria
Potter procurou conselho espiritual de um monsenhor John Virtue, recém-chegado a Southsea como capelão militar. Ela escreveu muitas cartas à Virtue que estão agora nos Arquivos de Propaganda Fide em Roma. Ela escreveu: "Não posso deixar de sentir que recebi um chamado de Deus para me dedicar a ajudar a salvar almas em sua última hora. Fui atraído tão fortemente para orar pelos moribundos." Mary continuou a escrever para Monsenhor Virtue, embora ele não fosse nada encorajador.
Em janeiro de 1876, Virtude foi transferido. O irmão mais novo de Mary, George, então professor no Ratcliffe College, escreveu a Mary sugerindo que ela solicitasse ao bispo Bagshawe, o bispo de Nottingham, permissão para trabalhar em sua diocese. Bagshawe se ofereceu para pagar o aluguel por 12 meses e Potter encontrou uma fábrica de meias abandonada para o início de seu "trabalho especial".
A data da cerimônia de abertura de seu primeiro convento foi na segunda-feira de Páscoa, 2 de abril de 1877. Ela logo se juntou a outras jovens nesta área pobre chamada Hyson Green. Depois de muita discussão com o padre Selley e outros, foi decidido chamar o grupo de "Pequena Companhia de Maria". Eventualmente, eles decidiram por um vestido simples de hábito simples de preto e um véu azul-claro. As irmãs Pequena Companhia de Maria ajudavam os doentes e pobres em suas próprias casas.
O bispo Bagshawe não concordou com a visão de Potter da Pequena Companhia de Maria e não conseguia entender que ela queria que as irmãs fossem "ativas e contemplativas". Ele não conseguia entender o desejo dela de que as irmãs estivessem em constante oração pelos moribundos. Depois de três semanas, ele depôs Potter como superior e colocou outra irmã no comando.
Em 1878, Potter passou por duas mastectomias em seis meses. Uma das operações foi realizada na mesa da cozinha do convento no dia 8 de dezembro. Ela foi a Roma em 1882 para obter a aprovação das Constituições de sua nova Congregação e, enquanto lá, estabeleceu o Hospital Calvário na Via S Stefano Rotondo, não muito longe de São João de Latrão. Foi lá, em 1908, que a primeira escola católica de formação para enfermeiras começou na Itália.
Através de contatos com muitos bispos e leigos, a Pequena Companhia de Maria tornou-se conhecida, e houve convites para ir a outros países. Em 1885, seis irmãs partiram de Nápoles para Sydney, Austrália. A Pequena Companhia de Maria então se espalhou para o hemisfério sul e floresceu, atendendo os doentes, os pobres e os moribundos onde eles eram necessários.

## Morte e veneração

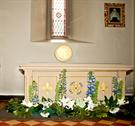
Local de descanso final de Venerável Mary Potter

Potter morreu em Roma às 6:15 p.m., quarta-feira, 9 de abril de 1913.
Em 1988, o Papa João Paulo II declarou a Madre Mary Potter "Venerável". Em 1997, seu corpo foi devolvido à Inglaterra e agora ela repousa na Catedral de St. Barnabas, Nottingham.
Ela tinha um bonde de Nottingham com o nome dela, depois que ela foi indicada em uma pesquisa da BBC. Além disso, uma das salas de conferência no edifício Newton da Nottingham Trent University foi nomeada em sua homenagem em janeiro de 2010, após sua reforma.

## Obras
The Brides of Christ (Our Lady's little library series) Hardcover – 1920
Devotion for the Dying and the Holy Souls in Purgatory: Mary's Call to Her Loving Children (TAN Books)